# Conrad Sewell
Conrad Sewell  (Queensland, Australia; 31 de marzo de 1988) es un cantante y compositor australiano. Obtuvo reconocimiento en 2015 por su participación en la canción «Firestone» de Kygo, que alcanzó una gran popularidad en la mayoría de las listas musicales. En 2016, colaboró con Avicii para el comercial «Taste The Feeling» de Coca-Cola. 
En los ARIA Music Awards de 2015, ganó la canción del año por «Start Again» y fue nominado en otras dos categorías: Breakthrough Artist y Best Pop Release. Su álbum debut Life fue lanzado en mayo de 2019.

## Biografía

### Primeros años y etapa inicial de su carrera musical
Conrad Ignatius Mario Maximilian Sewell  nació el 31 de marzo de 1988 en ciudad de Brístol en Reino Unido. Se instaló con su familia en la ciudad australiana de Brisbane a finales de los años 90, tras una primera infancia vivida en su ciudad natal. Su madre es propietaria de una revista de empresa. Tiene un hermano de nombre Oliver  y una hermana menor llamada Grace, que es también una cantante y compositora, a quien solía cantarle cuando era una niña. Sewell proviene de una familia de músicos, cuyos abuelos, Betty y Graham Brewer, eran cantantes, que actuaban como teloneros para la banda Bee Gees antes de su consolidación. Se considera un afortunado por haber crecido en una familia con buenos dotes artísticos, que cita como un incentivo para convertirse en cantante. De niño, Sewell mostró fuerte interés por la música, y con ocho años, comenzó a grabar demos en los garajes de vecinos, y, contactaba a varios sellos discográficos para ser contratado, pero sin éxito. Su madre siempre lo animaba a mantener su interés por la música. En su adolescencia, integró con varios compañeros del colegio una banda de rock llamada Sons of Midnight, gracias a su afición por el rock and roll y agrupaciones como Coldplay, The Killers, Kings of Leon y The Strokes.
Sewell trabajó varios años para financiar su carrera musical y a la edad de dieciocho años, viajó a su país natal para grabar un demo que tituló «The Fire» y, después de lo cual consiguió un contrato de grabación para la banda con un sello discográfico alemán, que hizo mucho para que la banda alcanzara relevancia. La Sons of Midnight ganó popularidad en varios países europeos por su sencillo «The Fire», pero cuando lanzaron su álbum debut este no fue demasiado bien recibido, por lo que con el tiempo la banda se desintegró. Con el tiempo, Sewell renovó su interés por la composición y, decidido a retomar su carrera artística, a los veinte años se trasladó a la ciudad sueca de Estocolmo, donde tuvo la oportunidad de ampliar su experiencia musical, trabajando por más de un año con varios escritores y productores de música pop, género que de acuerdo con Sewell en aquella época era fuertemente rechazado por el público australiano, por lo que pensó que mudándose a Estados Unidos o Europa tendría más oportunidades de lanzar su carrera. Sewell aprendió mucho de los escritores en Suecia y, por su buen desempeño, consiguió un contrato con Universal Music Publishing Group y se mudó a la ciudad estadounidense de Los Ángeles, donde conoció a Jamie Hartman, un productor ampliamente conocido en la industria musical estadounidense, con quien escribió «Start Again». Un demo de esta captó la atención de un socio de negocio del rapero Jay Z, que la quería incluir en el álbum Kiss Me Once (2014) de la cantante Kylie Minogue, quien para ese entonces había firmado con la compañía Roc Nation. Sin embargo, Sewell rechazó la propuesta alegando que «no sonaba como una canción de Kylie» y en su lugar decidió grabarla para él con Hartman. Posteriormente el mismo mánager le presentó «Start Again» al gerente Lyor Cohen, quien al quedar encantado con la canción, contactó a Sewell y le propuso un contrato de grabación con 300 Entertainment, una filial del sello Warner Music Group, y firmaron el acuerdo en febrero de 2014. Cohen al respecto comentó que se motivó a firmar a Sewell porque «tenía una voz de primera categoría y [también] algunas canciones de primera clase». En 2014, Sewell también compuso una canción llamada «Firestone», que en un principio iba dar a Steve Angello de Swedish House Mafia, pero su representante sugirió ofrecerla al disyóquey noruego Kygo, quien para aquel entonces estaba generando mucho éxito, a lo que Sewell accedió.

### Ascenso a la fama
El sencillo «Firestone», coescrito por Sewell para el que además prestó su voz, agradó al público cuando Kygo lo estrenó en diciembre de 2014, y supuso el salto a la fama a Sewell tanto en su patria como en el extranjero. «Firestone» se vendió exitosamente e ingresó en posiciones favorables en listas de popularidades en varios países, incluyendo Francia y Alemania. En Reino Unido fue especialmente popular, al entrar en la posición 8 en el listado de sencillos y a su vez fue demasiado bien recibido comercialmente, al culminar 2015 como el sencillo número veintidós con más éxito de ventas; rebasó las seiscientas mil copias vendidas en Reino Unido, por lo que la British Phonographic Industry (BPI) le otorgó la certificación de platino. En Estados Unidos, otro de los principales mercados musicales en el mundo, tuvo notoriedad en la lista musical Hot Dance/Electronic Songs, de la revista Billboard, en la que se situó en la posición número 8, y consiguió la certificación de oro por la Recording Industry Association of America (RIAA), por ventas que superan el medio millón de ejemplares. Asimismo en Australia, «Firestone» contó con una buena acogida del público, tanto en lo comercial como en la lista de éxitos musicales, al entrar en las 10 principales posiciones, y al ser premiada con la certificación de platino por ventas.
En marzo de 2015, inmerso como telonero de trece conciertos de la gira «x Tour» de Ed Sheeran por Australia, publicó «Hold Me Up» como su primer sencillo como artista principal. Luego del lanzamiento de la canción, generó éxito al artista en su patria, al situarse entre las 40 más populares en la lista de sencillos australiana. Asimismo en Estados Unidos alcanzó cierta notoriedad, al ingresar en la lista de canciones pop de Billboard, con base en sus emisiones de radio. Su siguiente sencillo, «Start Again», una balada inspirada en una ruptura amorosa y en su banda, también salió a la venta en el mes de marzo, y tuvo una acogida más positiva en Australia, donde pasó a ser la primera canción de Sewell que ingresó en la número 1 del ranquin de sencillos, y consiguió la certificación de platino por sus altas ventas y, lo llevó a ser considerado uno de los grandes éxitos musicales de 2015 en el territorio australiano. Las críticas fueron muy favorables y, los periodistas encontraron similitud entre «Start Again» con las obras de Sam Smith, principalmente por su «melodía y composición». El éxito de la canción en referido país oceánico, le valió el galardón sencillo del año en los ARIA Music Awards de 2015. Además optó a otros dos premios en las categorías artista revelación y mejor lanzamiento pop y artista revelación, gracias a la misma canción. Sewell llevó a cabo su primera gira como anfitrión con dos espectáculos en Australia, uno 19 de septiembre en Sídney y el otro el 25 en Melbourne, respectivamente. A su vez, el 26, 28 y 29 del mismo mes, actuó como telonero de Maroon 5 en la etapa australiana de su gira. Seguidamente entre octubre y noviembre de 2015, presentó sus obras en Reino Unido como acto de apertura en ocho espectáculos musicales de Jess Glynne. A mediados de noviembre, publicó su primer EP All I Know, que tuvo un buen recibimiento en Australia, al situarse entre las 10 primeras posiciones del listado de álbumes, y al mismo tiempo llevó a cabo una gira de conciertos por el país. All I Know consta de seis canciones, entre ellas «Start Again» y una versión en acústico de «Firestone», además de «Who You Lovin» y «Remind Me», que se ubicaron entre las 30 principales posiciones del listado de sencillos australiana, respectivamente, siendo la última de estas la de mayor éxito, al ingresar en el puesto 22  y tras ser certificada oro por la Australian Recording Industry Association (ARIA).
A principios de 2016, volvió a ir de gira internacional con Jess Glynne como telonero y presentó sus canciones en dieciséis ciudades estadounidenses. El inicio del recorrido tuvo lugar el 18 de enero en Washington D. C. y culminó el 11 de febrero en Los Ángeles. Más tarde, Coca-Cola lanzó «Taste the Feeling», producido por Avicii y con la participación vocal de Sewell, como un sencillo promocional para sus campañas publicitarias. Se grabaron múltiples comerciales de televisión con el audio del tema para ser emitidos principalmente durante los eventos deportivos Campeonato Europeo de Fútbol de la UEFA 2016 y los Juegos Olímpicos de Río de Janeiro 2016. El tema ingresó en varias listas de popularidades musicales europeas, pero sin mucho éxito.

## Influencias
Sewell afirma que creció escuchando música soul y grandes voces. En su adolescencia se aficionó con las bandas The Strokes, Coldplay, Kings of Leon y The Killers, y su fanatismo por ellas lo incentivó a integrar una banda de rock con sus compañeros. Siente admiración por los vocalistas Bono, Brandon Flowers y Chris Martin. El cantante Michael Jackson es una de sus más grandes influencias musicales, y cuenta que «Man in the Mirror» es una de sus canciones favoritas de dicho intérprete.
Su madre solía tocar «Midnight Train to Georgia» de Gladys Knight & The Pips cuando era un niño, y afirma que se enamoró de ella y que el sentimiento en su voz siempre lo ha inspirado. Cuenta que desde que Kanye West publicó «All Falls Down» (2004) ha sido un gran admirador de su trabajo y que aún es una influencia para él. «Stars» de Simply Red es también una de sus canciones favoritas, y relata que la voz del intérprete es «perfecta» y que siempre ha querido escribir una canción como esa, con una alta melodía. Según Sewell, el cantuator John Mayer ha sido una gran influencia para él desde que era un niño, y que entre sus canciones,«Belief» siempre lo ha inspirado por sus letras y melodías. Asimismo afirma que es «un gran fan de las canciones de Alex Turner. Él y la banda son grandes». «Can't Feel My Face» del cantante The Weeknd lo inspiró mucho mientras gravaba su EP debut All I Know. También se ha inspirado en obras de D'Angelo y Train para sus composiciones.

## Estilo vocal
Su falsete ha sido comparado con el de Michael Jackson y Justin Timberlake, y el sentimiento del timbre de su voz con el de Sam Smith.

## Discografía

### Extended plays
| Título     | Detalles                                                                                   | Posiciones máximas del gráfico |
| Título     | Detalles                                                                                   | AUS                            |
| ---------- | ------------------------------------------------------------------------------------------ | ------------------------------ |
| All I Know | - Lanzamiento: 13 de noviembre de 2015 - Formatos: CD, descarga digital - Discografía: 300 | 9                              |

### Singles

#### Como artista principal
| "Hold Me Up"                                                                    | 2015 | 39 | —  | —   | —  | —  |                  | All I Know |
| "Start Again"                                                                   | 2015 | 1  | —  | —   | —  | —  | - ARIA: Platinum | All I Know |
| "Who You Lovin"                                                                 | 2015 | 17 | —  | —   | —  | —  | - ARIA: Gold     | All I Know |
| "Remind Me"                                                                     | 2016 | 22 | —  | —   | —  | —  |                  | All I Know |
| "Taste the Feeling" (with Avicii)                                               | 2016 | —  | 17 | 136 | 53 | 60 |                  |            |
| "—" denotes releases that did not chart or were not released in that territory. |      |    |    |     |    |    |                  |            |

#### Como artista destacado
| Título                                                                          | Año  | Posiciones máximas del gráfico | Posiciones máximas del gráfico | Posiciones máximas del gráfico | Posiciones máximas del gráfico | Posiciones máximas del gráfico | Posiciones máximas del gráfico | Posiciones máximas del gráfico | Posiciones máximas del gráfico | Posiciones máximas del gráfico | Posiciones máximas del gráfico | Certificaciones                                                                                                 | Álbum      |
| Título                                                                          | Año  | AUS                            | AUT                            | FRA                            | GER                            | NL                             | NOR                            | SWE                            | SWI                            | UK                             | US                             | Certificaciones                                                                                                 | Álbum      |
| ------------------------------------------------------------------------------- | ---- | ------------------------------ | ------------------------------ | ------------------------------ | ------------------------------ | ------------------------------ | ------------------------------ | ------------------------------ | ------------------------------ | ------------------------------ | ------------------------------ | --- | ---------- |
| "Firestone" (Kygo featuring Conrad Sewell)                                      | 2014 | 10                             | 5                              | 5                              | 3                              | 4                              | 1                              | 2                              | 4                              | 8                              | 92                             | - ARIA: Platinum - BPI: Platinum - BVMI: Platinum - IFPI NOR: 4× Platinum - IFPI SWE: Platinum - RIAA: Platinum | Cloud Nine |
| "Braver Love" (Arty featuring Conrad Sewell)                                    | 2015 | —                              | —                              | —                              | —                              | —                              | —                              | —                              | —                              | —                              | —                              | | Glorious   |
| "Little Love" (Kilian & Jo featuring Conrad Sewell)                             | 2015 | —                              | —                              | —                              | —                              | —                              | —                              | —                              | —                              | —                              | —                              | |            |
| "Secrets" (Cid featuring Conrad Sewell)                                         | 2017 | —                              | —                              | —                              | —                              | —                              | —                              | —                              | —                              | —                              | —                              | |            |
| "Sex, Love & Water" (Armin van Buuren featuring Conrad Sewell)                  | 2018 | —                              | —                              | —                              | —                              | —                              | —                              | —                              | —                              | —                              | —                              | |            |
| "—" denotes releases that did not chart or were not released in that territory. |      |                                |                                |                                |                                |                                |                                |                                |                                |                                |                                | |            |

## Giras
Anfitrión
- «All I Know Tour» (2015)

Telonero
- «Cloud Nine Tour» (2014-16, Kygo)
- «x Tour» (2015, Ed Sheeran)
- «V Tour» (2015, Maroon 5)
- «I Cry When I Laugh Tour» (2015-16, Jess Glynne)
- «Cheers to the Fall Tour» (2016, Andra Day)

## Premios y nominaciones

### Aria Music Awards
| Año  | Nominado      | Galardón                               | Resultado | Ref.        |
| ---- | ------------- | -------------------------------------- | --------- | ----------- |
| 2015 | Conrad Sewell | Artista revelación (por «Start Again») | Nominado  | [ 6 ] [ 7 ] |
| 2015 | «Start Again» | Canción del año                        | Ganador   | [ 6 ] [ 7 ] |
| 2015 | «Start Again» | Mejor lanzamiento pop                  | Nominado  | [ 6 ] [ 7 ] |